# Leonardo Gontero
Leonardo Gontero (* 11. prosince 1993 Susa, Turín) je itlaský reprezentant ve sportovním lezení, mistr Itálie a juniorský mistr světa, vítěz Italského poháru a Evropského poháru juniorův lezení na rychlost.

## Výkony a ocenění
- 2012-2018: šestinásobný mistr Itálie v lezení na rychlost
- 2010-2014: pětinásobný vítěz Italského poháru
- 2011 a 2012: vítěz Evropského poháru juniorů

### Závodní výsledky
| Arco Rock Master | Arco Rock Master | Arco Rock Master | Arco Rock Master |
| Rok              | 2010*            | 2012*            | 2016             |
| ---------------- | ---------------- | ---------------- | ---------------- |
| Rychlost         | 20               | 1 SP             | 4                |

* 2010: rozšířená nominace jako příprava na MS 2011
* 2012: závod světového poháru s rozšířenou nominací
| Mistrovství světa | Mistrovství světa | Mistrovství světa | Mistrovství světa | Mistrovství světa |
| Rok               | 2011              | 2012              | 2014              | 2016              |
| ----------------- | ----------------- | ----------------- | ----------------- | ----------------- |
| Rychlost          | 20                | 10                | 6                 | 5                 |

| Světový pohár | Světový pohár | Světový pohár | Světový pohár | Světový pohár | Světový pohár | Světový pohár | Světový pohár | Světový pohár | Světový pohár |
| Rok           | 2009          | 2010          | 2011          | 2012          | 2013          | 2014          | 2015          | 2016          | 2017          |
| ------------- | ------------- | ------------- | ------------- | ------------- | ------------- | ------------- | ------------- | ------------- | ------------- |
| Rychlost      | 14            | 26            | 23-24         | 9             | 6             | 10            | 19-20         | 8             | 6             |
| jednotlivě*   |               |               |               |               |               |               |               |               |               |

* pozn.: nalevo jsou poslední závody v roce
| Mistrovství Evropy | Mistrovství Evropy | Mistrovství Evropy | Mistrovství Evropy | Mistrovství Evropy |
| Rok                | 2010               | 2013               | 2015               | 2017               |
| ------------------ | ------------------ | ------------------ | ------------------ | ------------------ |
| Rychlost           | 13                 | 5                  | 20                 | 11                 |

| Zimní armádní světové hry | Zimní armádní světové hry |
| Rok                       | 2017                      |
| ------------------------- | ------------------------- |
| Rychlost (standard)       | 2                         |

| Mistrovství Itálie | Mistrovství Itálie | Mistrovství Itálie | Mistrovství Itálie | Mistrovství Itálie | Mistrovství Itálie | Mistrovství Itálie | Mistrovství Itálie | Mistrovství Itálie | Mistrovství Itálie |      |
| Rok                | 2009               | 2010               | 2011               | 2012               | 2013               | 2014               | 2015               | 2016               | 2017               | 2018 |
| ------------------ | ------------------ | ------------------ | ------------------ | ------------------ | ------------------ | ------------------ | ------------------ | ------------------ | ------------------ | ---- |
| Rychlost           | 3                  | 2                  | 3                  | 1                  | 1                  | 1                  | 1                  | 1                  | 2                  | 1    |

| Italský pohár | Italský pohár | Italský pohár | Italský pohár | Italský pohár | Italský pohár |
| Rok           | 2010          | 2011          | 2012          | 2013          | 2014          |
| ------------- | ------------- | ------------- | ------------- | ------------- | ------------- |
| Rychlost      | 1             | 1             | 1             | 1             | 1             |

| Mistrovství světa juniorů | Mistrovství světa juniorů | Mistrovství světa juniorů |
| Rok                       | 2009 kat A                | 2010 kat A                |
| ------------------------- | ------------------------- | ------------------------- |
| Rychlost                  | 1                         | 4                         |

| Mistrovství Evropy juniorů | Mistrovství Evropy juniorů |
| Rok                        | 2012 junioři               |
| -------------------------- | -------------------------- |
| Rychlost                   | 11                         |

| Evropský pohár juniorů | Evropský pohár juniorů | Evropský pohár juniorů |
| Rok                    | 2011 junioři           | 2012 junioři           |
| ---------------------- | ---------------------- | ---------------------- |
| Rychlost               | 1                      | 1                      |
| jednotlivě*            |                        |                        |

* pozn.: nalevo jsou poslední závody v roce